# Socorro Herrera
Socorro Herrera är en amerikansk skådespelare. Bland hennes roller finns Mrs Montez, Gabriella Montez mamma, i TV-filmen High School Musical. Hon är även med i High School Musical 3.